# باشگاه فوتبال گنجلربیرلیئی سومقاییت
باشگاه فوتبال گنجلربیرلیئی سومقاییت (به لاتین: FK Genclerbirliyi Sumqayit) یک باشگاه و تیم فوتبال در جمهوری آذربایجان بود که در شهر سومقاییت فعالیت داشت.